# 粉紅淑女
Pink Lady（羅馬化：Pinku Redī）是日本二人女子流行樂團體，於1970年代末1980年代初活躍，成員為根本美鶴代（Mie）與增田惠子（Kei）。其多數曲目多由阿久悠（作詞）與都倉俊一（作曲）攜手共同打造。所屬事務所為，音樂出版權利與管理則由Burning Publishers負責。1976年至1979年間，在日本樂壇聲勢驚人，紅遍大街小巷。

## 經歷

### 早期
兩人都在靜岡縣出生長大，是同一所學校的同學。1976年3月，在選秀節目「明星誕生!」中第一次公開亮相。

### 顛峰
Pink Lady一出道即走偶像路線，曲風容易上口輕快，帶著迪斯可舞曲的味道，並搭配與樂曲完美配合的舞蹈。
1976年到1979年間，她們倆的單曲如洪水般橫掃整個日本市場，連續8張單曲占據Oricon公信榜冠軍超過5週，其中5張為百萬單曲，受歡迎的程度如爆炸般高漲。累計在Oricon單曲榜占據冠軍達63週，曾是所有歌手的最高紀錄，一直到2015年1月26日才被B'z的第51張單曲有頂天的64週打破，不過此紀錄也保持了整整36年，而且B'z花了47張單曲才達成64週冠軍，而Pink Lady僅用9張單曲就達到了63週冠軍，由此可見當年她們倆的人氣是無人能敵的。而女性團體獲得9張冠軍單曲的紀錄，一直到近30年後的2006年才被早安少女組的歩いてる所打破。
反映了作詞者阿久悠作品的風格，把年輕人的性奔放當作題材的「胡椒警部」與「海濱的辛巴達」，反映了UFO風潮的「UFO」，反映王貞治全壘打記錄的「左手投手」，有許多反映時代流行相關的樂曲。再者，服裝也因為配合演出內容而有不同特徵，如「UFO」的宇宙服，「左手投手」中的粉紅制服，至於表演「透明人」與「變色龍·army」時，在電視節目中也有身影消失與服裝變色等特效。
Pink Lady的歌曲和舞蹈在當時的年輕女孩間引起廣泛的模仿，『偵探！夜間爆炸性消息』於2001年2月9日播放的「30代的女性全部能跳Pink Lady的舞蹈動作？」對街頭女性們進行隨機採訪的調查結果顯示，大部分的受訪者都能跳出「UFO」或「左手投手」的舞蹈動作，可以想見當時的流行程度。
另外，當時也有FEVER（フィーバー）、Apache、Cats★Eye等模仿Pink Lady的女性團體紛紛出現，也說明了她們倆受歡迎的程度。

### 下坡，美國活動，解散
然而，1978年12月31日是她們事業下坡的開端。他們拒絕了該年紅白歌唱大賽的邀請，而在日本TV系的慈善事業節目裡演出，此後進入美國演藝圈而「背棄」日本市場這些行動，以結果論，對歡迎度帶來了壞影響。當時的『紅白歌唱大賽』是收視率70%以上，受日本舉國上下歡迎的節目，辭退紅白可說是難以想像的行為。Pink Lady演出的節目與紅白在收視率的競爭上，是慘敗的結果，從此與跟NHK 的關係也有了壞影響。
另一件負面消息是，Pink Lady經紀人曾對外公佈要邀請盲人學校學童參與錄影，但之後學校方面卻否認了此事。此事讓不少人認為她們想利用盲童炒作自己的知名度。
關於執意前往美國發展的原因不清楚，不過，當時確實得到了許多美國歌迷，也是極少數在美國正式節目演出甚至拥有固定节目（NBC《Pink Lady and Jeff Show》）的外國組合。可是，因在美國變為更性感的形象，損壞了日本國內的印象。由於對美國市場缺乏遠見且以國內市場優先考量下，之後被不得已從美國撤退。
活動方針和印象策略等，不是Pink Lady本人籌劃，而是有關工作人員負責。兩人拼了命地工作，從出道開始，過著常常睡覺睡到一半連夜爬起來趕工的生活，卻不明白自己實際的受歡迎度(直到去地方公演的時候，看大量的觀眾聚集才第一次體會到自己的人氣)。但在爆紅之後，卻由於前述的紅白辭退和前往美國這些與自己意志無關的事大受打擊，可說帶有許多悲劇色彩。
1979年開始，歡迎度快速蒙上陰影，1980年時在電視節目上也不像數年前一樣受到超級巨星的待遇了。1981年3月31日，一個雪雨紛飛的寒冷夜晚，後樂園棒球場上，Pink Lady召開解散音樂會。活動期間總計4年7個月。所屬事務所緊接著倒閉，社長橫木泰夫也離開了演藝圈。

### 今日
解散後，兩人各自繼續進行歌手與演員事業，直到今日。
2010年9月1日，未唯（根本美鶴代）及增田惠子決定重組；於同年12月1日把組合復活，活動再次展開。2011年5月開始，粉紅淑女展開Concert Tour 2011 "INNOVATION" 

## 在美國的紀錄
- Pink Lady是美國Billboard公信榜自1958年開榜五十餘年以來，唯二打入HOT 100中Top 40的日本歌手之一。其單曲"Kiss In The Dark（英语：Kiss in the Dark (Pink Lady song)）"取得了第37名。另一歌手為坂本九于1962年因其單曲《昂首向前走》取得了冠軍。

## 作品集

### 單曲
- Pepper Keibu (August 1976) - #4
- S.O.S. (November 1976) - 1 week at #1
- Carmen '77 (March 1977) - 5 weeks at #1
- 海濱的辛巴達 (June 1977) - sold 1 million, 8 weeks at #1
- WANTED (通緝) (September 1977) - sold 1.2 million, 12 weeks at #1
- UFO (December 1977) - sold 1.55 million, 10 weeks at #1
- 左手投手 (March 1978) - sold 1.46 million, 9 weeks at #1
- Monster (June 1978) - sold 1.1 million, 8 weeks at #1
- Tomei Ningen (September 1978) - 4 weeks at #1
- Chameleon Army (December 1978) - 6 weeks at #1
- Zipangu (March 1979) - #4
- Pink Typhoon (In the Navy) (May 1979) - #6
- Nami Nori Pirates (July 1979) - #4
- Kiss in the Dark (September 1979) - #19 Japan, #37 USA
- Monday Mona Lisa Club (September 1979) - #14
- Do Your Best (December 1979) - #36
- Ai Giri Giri (March 1980) - #58
- Sekai Eiyuu Shi (May 1980) - #45
- Uta-Kata (September 1980) - #48
- Remember (Fame) (December 1980) - #86
- Last Pretender (January 1981) - #85
- OH! (March 1981) - #46

### 解散後單曲
- Fushigi Love (1984)
- Pink Eyed Soul (1996)
- Tereba Ga Kita Hi (2003)

### 原創專輯
- Pepper Keibu (1977)
- Hoshi kara Kita Futari (1978)
- Pink Lady no Katsudou Ooutsushin (1978)
- Magical Musical Tour (1979)
- Kiss in the Dark (1979)
- We Are Sexy (1979)
- Turning Point (1980)
- Suspense (1984)

### 現場專輯
- Challenge Concert (1977)
- Summer Fire '77 (1977)
- Bye Bye Carnival (1978)
- America! America! America! (1978)
- '78 Jumping Summer Carnival (1978)
- Live in Budokan (1979)
- Sayonara Pink Lady (1981)

### 精選輯
- Best Hit Album (1977)
- Best Hit Album 2 (1978)
- Best Hit Album 3 (1979)
- Pink Lady (1981)
- Pink Lady Best Selection (1996)
- Pink Lady Twin Best (1997)

## 外部連結
- 根本美鶴代官方網站 （页面存档备份，存于）
- 増田惠子官方網站 （页面存档备份，存于）
- Pink Lady English-language fansite （页面存档备份，存于） maintained by an American fan